# Callopora dumerilii
Callopora dumerilii är en mossdjursart som först beskrevs av Jean Victor Audouin 1826.  Callopora dumerilii ingår i släktet Callopora och familjen Calloporidae. Arten är reproducerande i Sverige. Utöver nominatformen finns också underarten C. d. pouilleti.